# Sällingsjön
Sällingsjön är en sjö i Lindesbergs kommun i Västmanland och ingår i Norrströms huvudavrinningsområde. Sjön har en area på 1,04 kvadratkilometer och ligger 35 meter över havet. Sjön avvattnas av vattendraget Lillån.

## Delavrinningsområde
Sällingsjön ingår i det delavrinningsområde (660121-148275) som SMHI kallar för Utloppet av Sällingsjön. Medelhöjden är 54 meter över havet och ytan är 9,18 kvadratkilometer. Räknas de 2 avrinningsområdena uppströms in blir den ackumulerade arean 79,11 kvadratkilometer. Lillån som avvattnar avrinningsområdet har biflödesordning 4, vilket innebär att vattnet flödar genom totalt 4 vattendrag innan det når havet efter 182 kilometer. Avrinningsområdet består mestadels av skog (52 procent) och jordbruk (27 procent). Avrinningsområdet har 1,12 kvadratkilometer vattenytor vilket ger det en sjöprocent på 12,1 procent.